# Dziurawa Turnia (Dolina Kobylańska)

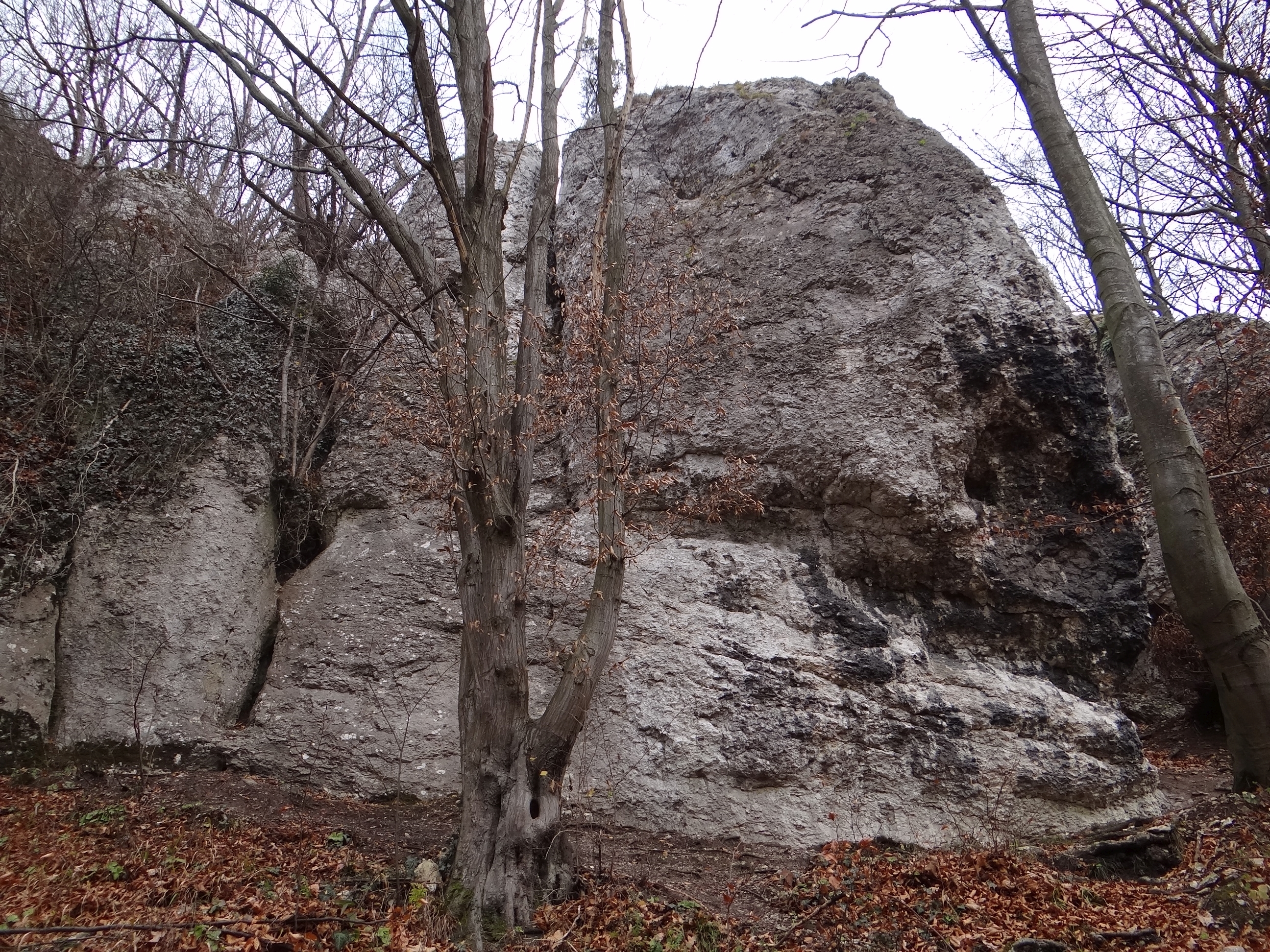

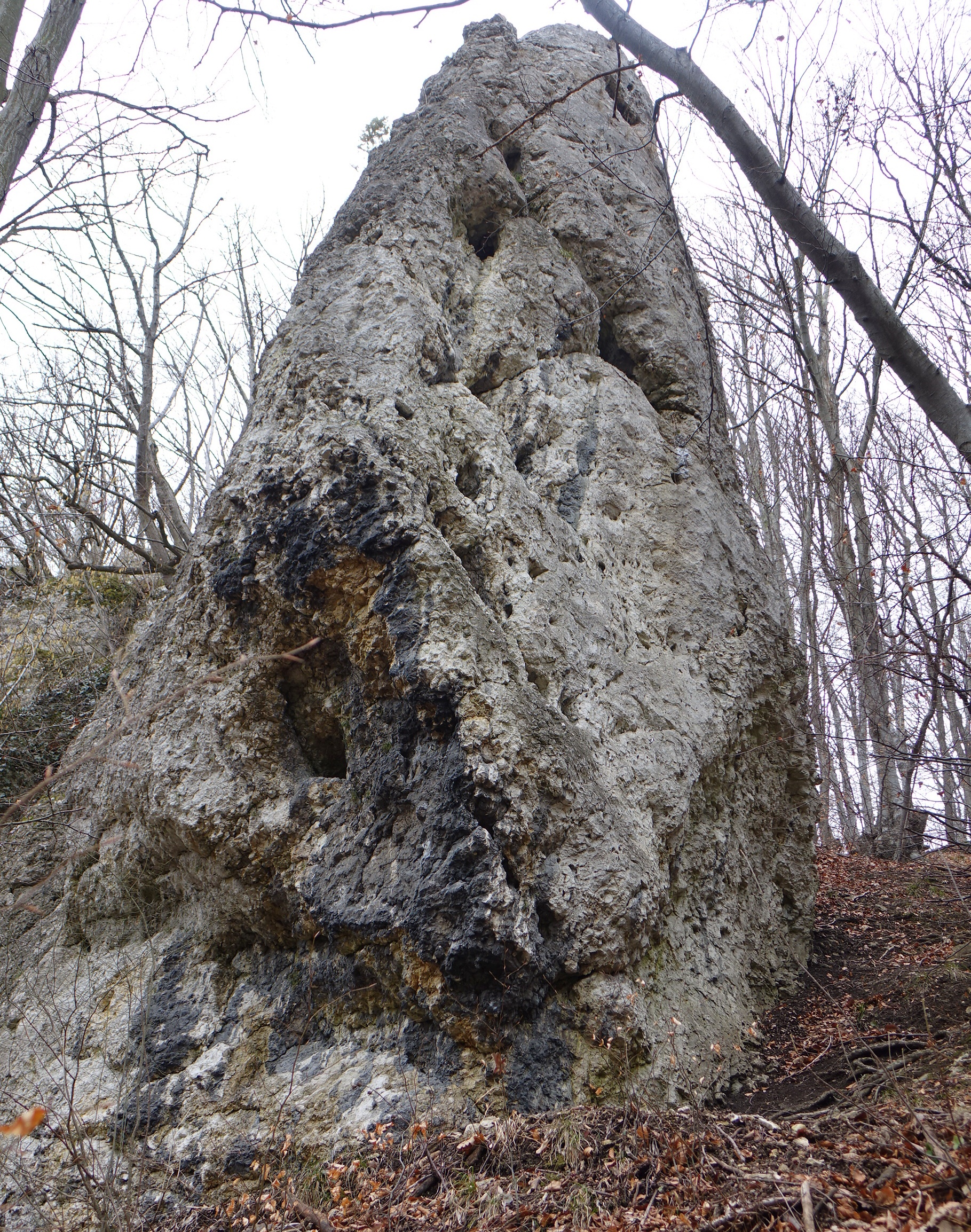

Dziurawa Turnia – skała na Wzgórzu Dumań w Dolinie Kobylańskiej na Wyżynie Olkuskiej, w miejscowości Karniowice, w gminie Zabierzów, powiecie krakowskim, województwie małopolskim. Znajduje się w górnej, północnej części orograficznie lewych zboczy doliny, w północno-wschodnim odgałęzieniu Jastrzębiej Turni i Szerokiej Turni.
Dolina Kobylańska jest jednym z najbardziej popularnych terenów wspinaczki skalnej. Zbudowana z wapieni Dziurawa Turnia znajduje się na stromym stoku w lesie i stopniowo porasta chaszczami. Ma wysokość 12–16 m i miejscami połogie, miejscami pionowe lub przewieszone ściany z filarem i zacięciem. Przez wspinaczy skalnych zaliczana jest do Grupy nad Źródełkiem. Na jej ścianach wspinacze poprowadzili 9 dróg wspinaczkowych o trudności III – VI.1 w skali Kurtyki i wystawie wschodniej, południowo-wschodniej, południowej i południowo-zachodniej. 8 z nich ma zamontowane stałe punkty asekuracyjne: ringi (r) i stanowiska zjazdowe (st).

## Drogi wspinaczkowe
Dziurawa Turnia I
1. Łże filar; V+, 7r + st, 15 m
2. Pasaż mały; V, 7r + st, 17 m
3. Tereska; V, 7r + st, 16 m
4. Komin Gosławskiego; VI-, 6r + st, 16 m
5. Okap Malczyka; VI.1, st, 16 m

Dziurawa Turnia II
1. Dziurki; V, 5r + st, 16 m
2. Ładne kwiatki; V+, 15 m
3. Paskuda; IV, 4r + st, 11 m
4. Mała paskuda; III+, 3r + st, 10 m[2].